# Bisi Silva
Olabisi Obafunke Silva (29 de maio de 1962 — 12 de fevereiro de 2019), ou apenas Bisi Silva foi uma curadora de arte contemporânea nigeriana que se estabeleceu na cidade de Lagos.

## Biografia
Bisi Silva formou-se com um MA em Administração de Artes Visuais: Curadoria e Comissionamento de Arte Contemporânea no Royal College of Art, Londres, em 1996. Nos primeiros dias de sua carreira, Silva trabalhou como curadora independente e fundou o Fourth Dial Art, um projeto sem fins lucrativos em Londres dedicado a promover e cultivar a prática cultural nas artes visuais e a ajudar os artistas a formarem colaborações significativas com instituições artísticas e profissionais. Um dos resultados do Fourth Dial Art foi uma exposição itinerante, Chefes de Estado, apresentando o trabalho do artista britânico Faisal Abdu'Allah, que era então emergente no mundo da arte de Londres.

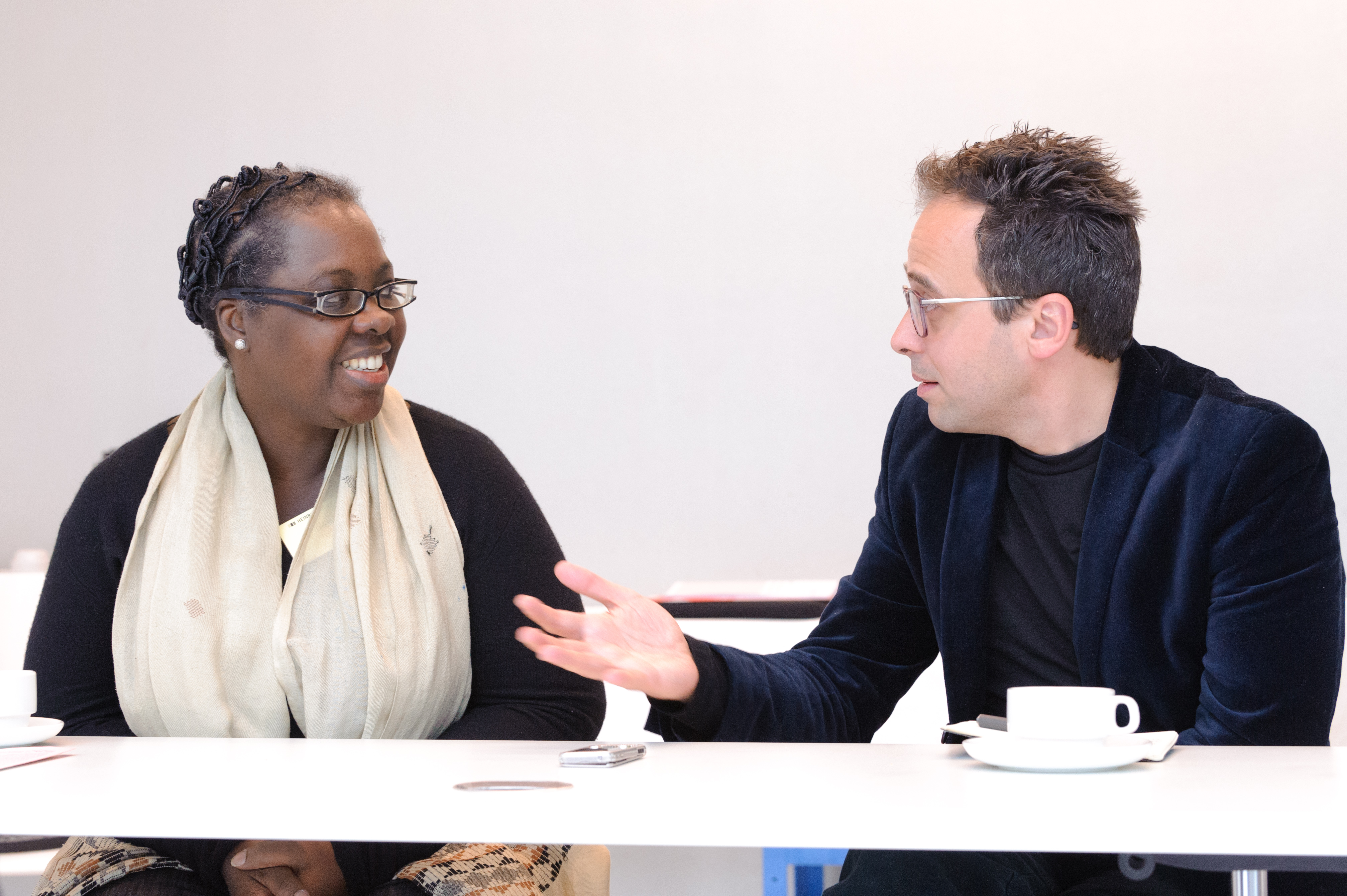
Bisi Silva e Alessandro Petti na Fundação Heinrich Böll em fevereiro de 2012

Ela visitou Lagos, na Nigéria em 1999 com a ideia de iniciar um projeto lá. Silva foi fundadora e diretora artística do Centro de Arte Contemporânea de Lagos (CCA, Lagos), inaugurado em dezembro de 2007. O CCA Lagos promove investigação, documentação e exposições relacionadas com a arte contemporânea na África e no estrangeiro. No CCA Lagos, Silva foi curadora de inúmeras exposições, incluindo uma com a pintora nigeriana Ndidi Dike. Silva também foi fundadora da Asiko Art School, que é descrita como "parte oficina de arte, parte residência e parte academia de arte".
As curadoras Nina Zimmer e Touria El Glaoui nomearam Silva entre os curadores mais influentes da década.